# Carlo-Schmid-Brücke
Die Carlo-Schmid-Brücke überquert den Neckar zwischen den Mannheimer Stadtteilen Neuostheim und Feudenheim.
Sie führt als Bestandteil der B 38a von Feudenheim über den Neckar bis in Höhe des Flugplatzes Mannheim, wo dann die B 38a weiter am Maimarktgelände vorbei Richtung Anschlussstelle Mannheim-Neckarau der A 656 und SAP-Arena verläuft. Benannt ist die Brücke nach dem verstorbenen SPD-Politiker Carlo Schmid. Sie besitzt bis zu drei Fahrspuren in jeder Richtung. Auf der Oberstromseite verfügt sie über einen Geh- und Radweg, der auf der südlichen, Neuostheimer Seite allerdings nur über eine lange Treppe erreichbar ist. 

## Geschichte
Erbaut wurde die Carlo-Schmid-Brücke Anfang der 1970er Jahre, wobei die erste Hälfte 1972 und der andere Teil 1973 fertiggestellt wurde.
Die Brücke ist ein Teil der Bundesstraße 38a. Die Anbindung Neuostheims auf der Südseite der Brücke ist nicht kreuzungsfrei ausgeführt. Die für kreuzungsfreien Verkehr nötigen Auf- und Abfahrten wurden an der Brücke zwar baulich vorbereitet aber nicht realisiert. Die entsprechenden vier Anschluss-Segmente sind am Bauwerk noch heute vorhanden und erkennbar.

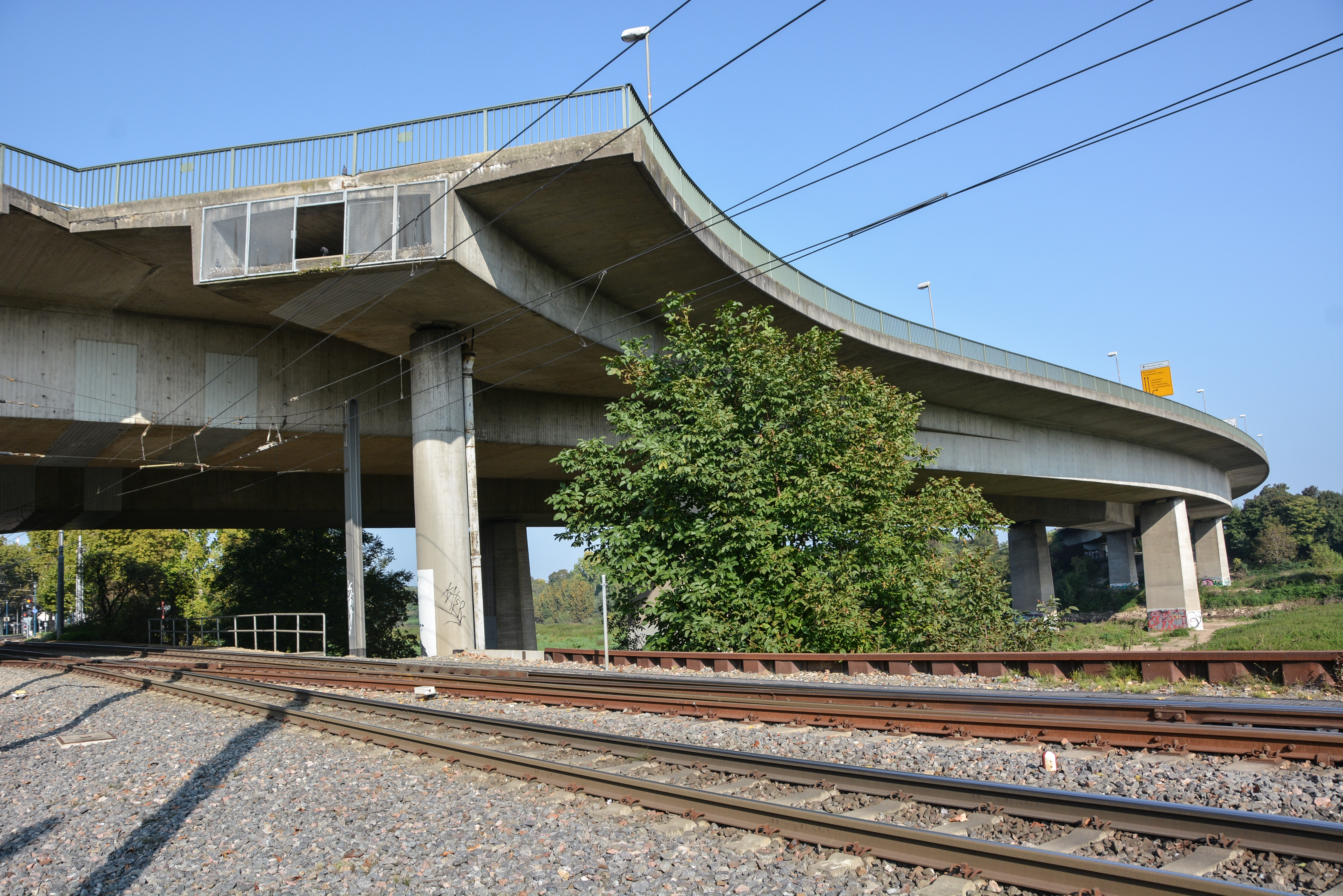
Eine der seinerzeit vorbereiteten, aber nicht ausgeführten Auf- bzw. Abfahrten